# Pyrota victoria
Pyrota victoria är en skalbaggsart som beskrevs av Dillon 1952. Pyrota victoria ingår i släktet Pyrota och familjen oljebaggar. Inga underarter finns listade i Catalogue of Life.